# Louise Dearman
Louise Dearman (Bletchley, 13 marzo 1979) è un'attrice e cantante britannica.
È nota soprattutto come interprete di musical e tra le sue numerose apparizioni teatrali si ricordano: Kiss Me, Kate (Londra, 2001), Evita (tour inglese, 2008), Wicked (Londra, 2012-2013; 2014-2015), Guys and Dolls (tour inglese, 2016) e Side Show (Londra, 2016).